# Rannabach
Rannabach är ett vattendrag i Österrike. Det ligger i den norra delen av landet, 190 km väster om huvudstaden Wien.
I omgivningarna runt Rannabach växer i huvudsak blandskog. Runt Rannabach är det ganska tätbefolkat, med 86 invånare per kvadratkilometer.